# 2001년 한화 이글스 시즌
2001년 한화 이글스 시즌은 한화 이글스가 KBO 리그에 참가한 8번째 시즌으로, 빙그레 이글스 시절까지 합하면 16번째 시즌이다. 이광환 감독이 팀을 이끈 첫 시즌이며, 장종훈이 주장을 맡았다. 팀은 역대급 포스트시즌 진출 경쟁 끝에 8팀 중 정규시즌 4위에 오르며 포스트시즌에 진출했다. 그러나 구대성의 일본 진출로 인해 마무리 자리에서 공백을 드러내어  준플레이오프에서 두산 베어스에 2전 2패로 스윕을 당하며 탈락했다.

## 당시 4위 싸움
- 순위 : 팀 (승률, 게임차)
- 4위 : 한화 (0.473, 18)
- 5위 : KIA (0.469, 18.5)
- 6위 : LG (0.464, 19)
- 7위 : SK (0.458, 20)
- 8위 : 롯데 (0.457, 20)

이 시즌 한화는 승률 0.473으로 포스트시즌에 진출하여 역대 포스트시즌 진출 팀 중 단일 시즌 최저 승률이라는 진기록을 세웠다.

## 타이틀
- 야구 월드컵 국가대표: 조규수, 김태균, 이영우
- KBO 신인상: 김태균
- 매직글러브: 송진우 (투수)
- 올드 올스타: 유승안 (포수), 이강돈 (외야수)
- 올스타 선발: 장종훈 (1루수), 강석천 (3루수), 송지만 (외야수)
- 올스타전 추천선수: 송진우
- 올스타전 우수타자상: 송지만
- 올스타전 감투상: 송진우
- 컴투스프로야구 내일은 신인왕 라인업: 김태균 (지명타자)

### 퓨처스리그
- 출장(타자): 김기동 (59)
- 남부리그 타석: 김기동 (239)
- 2루타: 이상현 (16)
- 남부리그 타점: 이상현 (39)
- 남부리그 도루: 조윤채 (16)
- 남부리그 4사구: 김기동 (35)
- 남부리그 완투: 김백만, 김병준, 윤근주 (1)
- 세이브: 김장백 (7)

## 선수단
- 선발투수: 한용덕, 송진우, 리스, 조규수, 최영필, 에반스
- 구원투수: 고상천, 김정수, 박정진, 김병준, 이상목, 박정근, 김홍집, 차베스, 김백만, 이상군, 지연규, 홍우태, 송유석, 윈스턴, 김경원, 윤근주, 신재웅, 지승민
- 마무리투수: 워렌, 누네스, 김장백
- 포수: 조경택, 강인권, 신경현, 김영진, 이송영
- 1루수: 장종훈
- 2루수: 백재호, 최동연, 김승권, 방진호, 이범호
- 유격수: 허준, 서창호, 황우구
- 3루수: 김태균, 강석천
- 좌익수: 이영우, 김수연, 김진삼, 조효상, 심재윤
- 중견수: 데이비스, 김기동
- 우익수: 송지만, 임주택, 김무성, 신국환, 조정권
- 지명타자: 김종석

## 여담
- 차베스는 KBO 리그 역대 최초의 멕시코 국적 선수가 되었다.
- 6월에 송유석이 웨이버 공시되어 그대로 은퇴했다. 이는 구단 사상 첫 웨이버 공시였으며, 이로써 송유석은 KBO 리그 역대 통산 1000이닝 투수 중 처음으로 완봉 기록 없이 은퇴한 투수가 되었다.
- 9월 22일 삼성 라이온즈와의 경기에서 양 팀 합산 22개의 볼넷이 나와 KBO 리그 사상 한 경기 최다 볼넷 경기가 되었다.
- 장종훈은 KBO 리그 사상 최초로 통산 1000타점을 달성했다.
- 김태균은 이 시즌 1군에 데뷔하여 KBO 리그 역대 1군 출전 선수 중 첫 대전대학교 출신 타자가 되었다.
- 이 시즌에 한화 이글스는 데이비스를 제외한 외국인 선수들이 시즌 중 방출되고 영입되기를 반복한 끝에 무려 7명의 외국인 선수가 팀을 거쳐가는 진기록을 세웠다.
- 이 시즌 팀은 총 44개의 고의4구를 내줘 역대 단일 시즌 팀 최다 고의4구 허용 기록을 세웠다.
- 김영진은 이 시즌을 끝으로 은퇴했는데, 통산 공격 WAR -5.12로 KBO 리그 역대 최저 기록을 세웠으며, KBO 리그 역대 20대 타자 통산 최저 WAR(-3.60) 기록을 세웠다. 참고로 김영진의 공격 WAR이 양수를 기록한 것은 프로 마지막 해인 이 시즌이 유일하다.
- 송유석은 이 시즌을 끝으로 은퇴하여, KBO 리그 역대 주포지션이 투수였던 선수 중 통산 최다 희생타(1) 기록을 세웠다.
- 김태균은 이 시즌까지 고의4구로 2번 출루하여 KBO 리그 10대 타자 통산 최다 기록을 세웠다.
- 고상천은 이 시즌 1경기 0이닝 소화에 그쳤음에도 WAR 1.02로 KBO 리그 역대 단일 시즌 0이닝 투수 최고 기록을 세웠다.
- 리스는 포스트시즌에서 0.1이닝 7실점 5자책에 그친 후 KBO 리그를 떠나 KBO 리그 외국인 투수 포스트시즌 통산 최고 평균자책점(135.00), 최고 이닝 당 출루허용률(21.00), 최고 피출루율(0.875) 기록을 세웠다.

## 같이 보기
- 2000년 한화 이글스 시즌